# Медеу (село)
Меде́у (каз. Медеу) — село у складі Абайського району Абайської області Казахстану. Адміністративний центр та єдиний населений пункт Медеуського сільського округу.
Населення — 413 осіб (2021; 494 у 2009, 681 у 1999, 1008 у 1989).
Національний склад станом на 1989 рік:
- казахи — 100 %

У радянські часи село називалось також Беріккора.